# فاتبارد یرا
فاتبارد یرا (آلبانیایی: Fatbardh Jera؛ زادهٔ ۸ فوریهٔ ۱۹۶۰) بازیکن فوتبال اهل آلبانی بود.
از باشگاه‌هایی که در آن بازی کرده‌است می‌توان به باشگاه فوتبال ولازنیا اشکودر اشاره کرد.
وی همچنین در تیم‌های ملی فوتبال زیر ۲۱ سال آلبانی و آلبانی بازی کرده‌است.